# Calico Skies
〈Calico Skies〉는 1997년 발표된 폴 매카트니의 음반 《Flaming Pie》에 수록된 노래다. 매카트니는 3등급 허리케인이 롱아일랜드에 상륙한 1991년 8월 그곳에 머무르고 있었다. 매카트니는 이에 따라 어쿠스틱 기타를 잡고는, 그가 "1960년대 민중가요가 될 다정한 노래"라고 부른 곡을 쓰기 시작했다. 매카트니는 노래에 다음과 같이 말했다. "허리케인 밥이 전기를 완전히 나가게 해서 양초로 불을 밝히고, 나무로 불을 피워 요리를 해야 했어요. 굉장히 원시적이었죠. 그러나 저흰 그런 단순함을 좋아했어요. 음반을 재생할 수 없어, 그 대신 자그마한 어쿠스틱 노래들을 만들었습니다. 이게 그 중 하나인 거예요. 원시적이고, 작고, 정전인 기억이죠"
〈Calico Skies〉는 현악 사중주로 편곡되었고, 이 버전은 매카트니의 1999년 음반 《Working Classical》에 수록되어 있다. 노래는 2003년 이라크 전쟁 희생자들을 돕기 위해 발표된 음반 《Hope》를 위해 재녹음되었다.

## 참여 인원
- 폴 매카트니 – 보컬, 통기타, 타악기
- 밥 크라우샤 – 오디오 엔지니어
- 조지 마틴 – 음악 프로듀서

## 커버판
마이클 누겐트와 낸시 설로인은 노래를 컨트리풍으로 커버하여 다양한 예술가들이 커버한 매카트니의 곡이 들어있는 《"Let Us In" Nashville - A Tribute to Linda McCartney》에 수록시켰다. 2011년 11월 21일 발표된 이 음반은 더 우먼 앤드 캔서 펀드(The Women and Cancer Fund)을 위한 자선 음반이다.